# Seznam mest v Črni gori
Seznam mest v Črni gori.
Na seznamu so naselja, ki so bila ob popisu 2003 označena kot mesta. Tudi število prebivalcev je iz tega popisa.
Andrijevica (občina) (prebivalstvo: 5.785)
- Andrijevica - 1.073

Bar (občina) (prebivalstvo: 40.337)
- Bar T - 13.719
- Stari Bar - 1.864
- Sutomore - 1.827
- Virpazar - 337

Berane (občina) (prebivalstvo: 35.068)
- Berane - 11.776

Bijelo Polje (občina) (prebivalstvo: 50.284)
- Bijelo Polje - 15.883

Budva (občina) (prebivalstvo: 15.909)
- Bečići - 771
- Budva - 10.918
- Petrovac - 1.485
- Sveti Štefan - 411

Cetinje (občina) (prebivalstvo: 18.482)
- Cetinje - 15.137
- Rijeka Crnojevića - 216

Danilovgrad (občina) (prebivalstvo: 16.523)
- Danilovgrad - 5.208
- Spuž - 1.529

Herceg Novi (občina) (prebivalstvo: 33.034)
- Bijela - 3.748
- Igalo - 3.754
- Herceg Novi - 12.739
- Zelenika - 1.444

Kolašin (občina) (prebivalstvo: 9.949)
- Kolašin - 2.989

Kotor (občina) (prebivalstvo: 22.947)
- Dobrota - 8.169
- Kotor - 1.331
- Perast - 349
- Prčanj - 1.244
- Risan - 2.083

Mojkovac (občina) (prebivalstvo: 10.066)
- Mojkovac - 4.120

Nikšić (občina) (prebivalstvo: 75.282)
- Nikšić - 58.212

Plav (občina) (prebivalstvo: 13.805)
- Gusinje - 1.704
- Plav - 3.615

Plužine (občina) (prebivalstvo: 4.272)
- Plužine T - 1.494

Pljevlja (občina) (prebivalstvo: 35.806)
- Gradac - 364
- Pljevlja - 21.377

Podgorica (občina) (prebivalstvo: 169.132)
- Podgorica - 136.473
- Tuzi - 3.789

Rožaje (občina) (prebivalstvo: 22.693)
- Rožaje - 9.121

Šavnik (občina) (prebivalstvo: 2.947)
- Šavnik - 570

Tivat (občina) (prebivalstvo: 13.630)
- Donja Lastva - 733
- Tivat - 9.467

Ulcinj (občina) (prebivalstvo: 20.290)
- Ulcinj - 10.828

Žabljak (občina) (prebivalstvo: 4.204)
- Žabljak T - 1.937